# Ricky van Wolfswinkel
Ricky van Wolfswinkel (Woudenberg, 27 gennaio 1989) è un calciatore olandese, attaccante del Twente.
Nel 2010 è stato inserito nella lista dei migliori calciatori nati dopo il 1989 stilata da Don Balón.

## Biografia
È il genero di Johan Neeskens, ex calciatore di Ajax e Barcellona negli anni settanta.
Prima punta forte fisicamente e abile nel fare reparto da solo, possiede un ottimo senso della posizione e del gol essendo abile sia con entrambi i piedi, nei rigori che soprattutto nel colpo di testa. È anche bravo nel mandare a rete i compagni grazie alle sue capacità nel gioco associativo e la propensione nel creare sponde per gli esterni o i centrocampisti.

## Carriera

### Club

#### Vitesse
Van Wolfswinkel ha iniziato la sua carriera calcistica nelle giovanili del Vitesse. Con la primavera della squadra, si aggiudica il titolo di capocannoniere del campionato nazionale. Per questo traguardo gli è stato conferito un premio, consegnatogli da Wesley Sneijder nel 2007. Debutta con la squadra giallo-nera in Eredivisie il 5 aprile 2008 nel match contro lo Sparta Rotterdam, sostituendo al minuto 85 il compagno di squadra Santi Kolk. La stagione successiva, per la prima volta gioca da titolare contro il De Graafschap. Nel suo terzo match stagionale, contro lo stesso Sparta Rotterdam contro cui aveva debuttato, mette a segno la prima rete in Eredivisie.

#### Utrecht
Il 29 giugno 2009 passa ufficialmente all'Utrecht firmando un contratto triennale. Debutta con la maglia bianco-rossa alla prima di campionato, nel match perso contro il Feynoord, mettendo a segno la sua prima rete per la nuova squadra. Il 26 agosto 2010 mette a segno una tre dei quattro goal segnati dall'Utrecht in Europa League contro il Celtic, permettendo così alla squadra di proseguire il proprio cammino europeo. Il 2 dicembre seguente segna una doppietta al Napoli in una partita di Europa League finita 3-3. In totale in due stagioni in bianco-rosso colleziona 80 presenze e 39 gol.

#### Sporting Lisbona
Il 3 giugno 2011 viene ceduto ai portoghesi dello Sporting Lisbona per 5,4 milioni di euro. Il calciatore ha firmato un contratto quinquennale. Sigla la sua prima rete il 15 settembre 2011, nel match di Europa League vinto dai portoghesi per 2-0 contro lo Zurigo Con la tripletta allo Sporting Braga nell'ultima giornata, conclude il campionato a quota 14 reti.

#### Norwich City
Il 22 marzo 2013 viene acquistato dalla squadra inglese del Norwich City. L'acquisto viene ufficializzato il 1º luglio seguente per 10 milioni di euro. Il 17 agosto 2013 debutta con la nuova maglia, in occasione della partita pareggiata per 2-2 contro l'Everton a Carrow Road, realizzando subito il suo primo gol con i Canaries. Tuttavia questa rete rimarrà l'unica messa a segno dall'attaccante olandese durante la stagione.

#### Vari prestiti
Il 5 agosto 2014 si trasferisce al Saint-Étienne con la formula del prestito. In totale colleziona 40 presenze e nove gol e al termine della stagione fa ritorno al Norwich City.
Il 31 agosto 2015 passa in prestito al Betis Siviglia, ma questa esperienza non si rivela positiva: segna infatti una sola rete in 17 apparizioni.
Il 28 luglio 2016 fa ritorno in prestito al Vitesse, squadra che lo aveva lanciato otto anni prima.

#### Basilea e Twente
Dopo una sola stagione lascia la squadra olandese per accasarsi al Basilea, firmando un contratto quinquennale.
Il 21 luglio 2021 fa ritorno in patria firmando per il Twente.

### Nazionale
Dopo aver giocato alcune partite nelle Nazionali giovanili olandesi, l'11 agosto 2010 debutta in Nazionale maggiore nell'amichevole contro l'Ucraina (1-1).

## Statistiche

### Presenze e reti nei club
Statistiche aggiornate al 22 febbraio 2025.
| Stagione                | Squadra                 | Campionato              | Campionato | Campionato | Coppe nazionali | Coppe nazionali | Coppe nazionali | Coppe continentali | Coppe continentali | Coppe continentali | Totale | Totale |
| Stagione                | Squadra                 | Comp                    | Pres       | Reti       | Comp            | Pres            | Reti            | Comp               | Pres               | Reti               | Pres   | Reti   |
| ----------------------- | ----------------------- | ----------------------- | ---------- | ---------- | --------------- | --------------- | --------------- | ------------------ | ------------------ | ------------------ | ------ | ------ |
| 2007-2008               | Vitesse                 | ED                      | 1          | 0          | CO              | -               | -               | -                  | -                  | -                  | 1      | 0      |
| 2008-2009               | Vitesse                 | ED                      | 32         | 8          | CO              | 2               | 0               | -                  | -                  | -                  | 34     | 8      |
| 2009-2010               | Utrecht                 | ED                      | 31+4       | 7+4        | CO              | 1               | 1               | -                  | -                  | -                  | 36     | 12     |
| 2010-2011               | Utrecht                 | ED                      | 29         | 15         | CO              | 3               | 0               | UEL                | 12                 | 8                  | 44     | 23     |
| Totale Utrecht          | Totale Utrecht          | Totale Utrecht          | 60+4       | 22+4       |                 | 4               | 1               |                    | 12                 | 8                  | 80     | 35     |
| 2011-2012               | Sporting Lisbona        | PL                      | 25         | 14         | CP+CdL          | 7+2             | 5+0             | UEL                | 13                 | 6                  | 47     | 25     |
| 2012-2013               | Sporting Lisbona        | PL                      | 30         | 14         | CP+CdL          | 1+3             | 1+2             | UEL                | 7                  | 3                  | 41     | 20     |
| Totale Sporting Lisbona | Totale Sporting Lisbona | Totale Sporting Lisbona | 55         | 28         |                 | 13              | 8               |                    | 20                 | 9                  | 88     | 45     |
| 2013-2014               | Norwich City            | PL                      | 25         | 1          | FACup+CdL       | 2+0             | 0               | -                  | -                  | -                  | 27     | 1      |
| 2014-2015               | Saint-Étienne           | L1                      | 28         | 5          | CF+CdL          | 4+2             | 3+0             | UEL                | 6                  | 1                  | 40     | 9      |
| ago.2015                | Norwich City            | PL                      | 0          | 0          | FACup+CdL       | 1+0             | 1+0             | -                  | -                  | -                  | 1      | 1      |
| Totale Norwich          | Totale Norwich          | Totale Norwich          | 25         | 1          |                 | 3               | 1               |                    | -                  | -                  | 28     | 2      |
| 2015-2016               | Real Betis              | PD                      | 16         | 1          | CR              | 3               | 2               | -                  | -                  | -                  | 19     | 3      |
| 2016-2017               | Vitesse                 | E                       | 32         | 20         | CO              | 5               | 3               | -                  | -                  | -                  | 37     | 23     |
| Totale Vitesse          | Totale Vitesse          | Totale Vitesse          | 65         | 28         |                 | 7               | 3               |                    |                    |                    | 72     | 31     |
| 2017-2018               | Basilea                 | SL                      | 21         | 11         | CS              | 2               | 0               | UCL                | 3                  | 1                  | 26     | 12     |
| 2018-2019               | Basilea                 | SL                      | 32         | 13         | CS              | 5               | 1               | UCL+UEL            | 1+4                | 0+3                | 42     | 17     |
| 2019-2020               | Basilea                 | SL                      | 10         | 2          | CS              | 3               | 2               | UCL+UEL            | 3+2                | 1+1                | 18     | 6      |
| 2020-2021               | Basilea                 | SL                      | 25         | 2          | CS              | 1               | 0               | UEL                | 3                  | 0                  | 29     | 2      |
| Totale Basilea          | Totale Basilea          | Totale Basilea          | 88         | 28         |                 | 11              | 3               |                    | 16                 | 6                  | 115    | 37     |
| 2021-2022               | Twente                  | E                       | 32         | 16         | CO              | 3               | 1               | -                  | -                  | -                  | 35     | 17     |
| 2022-2023               | Twente                  | E                       | 38         | 9          | CO              | 2               | 0               | UECL               | 4                  | 0                  | 44     | 9      |
| 2023-2024               | Twente                  | E                       | 32         | 16         | CO              | 1               | 0               | UECL               | 6                  | 0                  | 39     | 16     |
| 2024-2025               | Twente                  | E                       | 18         | 5          | CO              | 2               | 1               | UEL                | 10                 | 2                  | 30     | 8      |
| Totale Twente           | Totale Twente           | Totale Twente           | 120        | 46         |                 | 8               | 2               |                    | 20                 | 2                  | 148    | 50     |
| Totale carriera         | Totale carriera         | Totale carriera         | 461        | 163        |                 | 55              | 23              |                    | 74                 | 26                 | 590    | 212    |

### Presenze e reti in nazionale
| Cronologia completa delle presenze e delle reti in nazionale ― Paesi Bassi | Cronologia completa delle presenze e delle reti in nazionale ― Paesi Bassi | Cronologia completa delle presenze e delle reti in nazionale ― Paesi Bassi | Cronologia completa delle presenze e delle reti in nazionale ― Paesi Bassi | Cronologia completa delle presenze e delle reti in nazionale ― Paesi Bassi | Cronologia completa delle presenze e delle reti in nazionale ― Paesi Bassi | Cronologia completa delle presenze e delle reti in nazionale ― Paesi Bassi | Cronologia completa delle presenze e delle reti in nazionale ― Paesi Bassi |
| Data                                                                       | Città                                                                      | In casa                                                                    | Risultato                                                                  | Ospiti                                                                     | Competizione                                                               | Reti                                                                       | Note                                                                       |
| -------------------------------------------------------------------------- | -------------------------------------------------------------------------- | -------------------------------------------------------------------------- | -------------------------------------------------------------------------- | -------------------------------------------------------------------------- | -------------------------------------------------------------------------- | -------------------------------------------------------------------------- | -------------------------------------------------------------------------- |
| 11-8-2010                                                                  | Kiev                                                                       | Ucraina                                                                    | 1 – 1                                                                      | Paesi Bassi                                                                | Amichevole                                                                 | -                                                                          | 70’                                                                        |
| 7-6-2013                                                                   | Giacarta                                                                   | Indonesia                                                                  | 0 – 3                                                                      | Paesi Bassi                                                                | Amichevole                                                                 | -                                                                          | 46’                                                                        |
| Totale                                                                     |                                                                            | Presenze                                                                   | 2                                                                          |                                                                            | Reti                                                                       | 0                                                                          |                                                                            |

## Palmarès

### Club
- Coppa dei Paesi Bassi: 1

Vitesse: 2016-2017
- Coppa Svizzera: 1

Basilea: 2018-2019

### Individuale
- Capocannoniere della Coppa di Portogallo: 1

2011-2012 (5 gol)